# マクシム・カヌニコフ
マクシム・セルゲーエヴィチ・カヌニコフ（英語: Maksim Sergeyevich Kanunnikov, 1991年7月14日 - ）は、ロシア・ニジニ・タギル出身のプロサッカー選手。ロシア代表。クリリヤ・ソヴェトフ・サマーラ所属。ポジションは、フォワード。

## 来歴

### クラブ
2009年、FCゼニト・サンクトペテルブルクのユースチームに入団。すぐに実力が認められ、トップチームの練習にしばしば帯同し、ベンチ入りも経験した。2009年8月のプレミアリーグ・FCロコモティフ・モスクワ戦でトップチームデビュー。2010年5月のアムカル・ペルミ戦で初ゴール。
2011年1月、FCトム・トムスクにレンタル移籍することが発表された。

### 代表
2014年5月に開催されたスロバキアとの親善試合で、ハーフタイムにアラン・ジャゴエフと交代し代表初キャップ。
2014年6月、2014 FIFAワールドカップに参加するメンバー23人の一人に選ばれ、グループステージ2戦目のベルギー戦にフル出場した。

## 代表歴

### 出場大会
- ロシア代表
  - 2014 FIFAワールドカップ

### 試合数
- 国際Aマッチ 12試合 0得点（2014年-2017年）[5]

| ロシア代表 | 国際Aマッチ | 国際Aマッチ |
| 年         | 出場        | 得点        |
| ---------- | ----------- | ----------- |
| 2014       | 5           | 0           |
| 2015       | 1           | 0           |
| 2016       | 3           | 0           |
| 2017       | 3           | 0           |
| 通算       | 12          | 0           |

## タイトル
ゼニト
- ロシア・カップ : 2010